# Didier Godard
Pour les articles homonymes, voir Godard.
Didier Godard est un essayiste, militant et libraire français, né à Dijon en 1952.

## Biographie
Après une jeunesse passée entre Madagascar, l’Inde et la Colombie, Didier Godard, rentre en France en 1971 pour préparer une licence en droit. Militant de la cause gay, ses premiers écrits sont édités en 2000 dans le cadre du Who’s who in gay and lesbian history des éditions Routledge.
Entre 2001 et 2005, il publie chez H&O éditions une série de livres retraçant l’histoire de l’homosexualité masculine de l’avènement du christianisme à la Révolution française : L’Autre Faust, Le Goût de Monsieur, Deux hommes sur un cheval et L’Amour philosophique, regroupés en un coffret sous le titre de : L'Histoire des sodomites ; suit un dictionnaire des chefs d’États homosexuels ou bisexuels.
Établi en Bourgogne d’où il est originaire et tout en se consacrant à l'écriture, Didier Godard dirige à Arnay-le-Duc en Côte-d’Or sa propre librairie de livres d'occasion et également de photographies et cartes postales anciennes.

## Publications
- L'Autre faust, l'homosexualité masculine pendant la Renaissance, éditions H&O, 2001.
- Le Goût de Monsieur, l'homosexualité masculine au XVIIe siècle, éditions H&O, 2003.
- Deux hommes sur un cheval, l'homosexualité masculine au Moyen Âge, éditions H&O, 2003.
- L'Amour philosophique, l'homosexualité masculine au siècle des Lumières, éditions H&O, 2005.
- Dictionnaire des Chefs d'État homosexuels ou bisexuels, éditions H&O, 2004.
- Les châteaux du canton d'Arnay-le-Duc, éditions d'Arnay, 2009.
- Guide historique d'Arnay-le-Duc, éditions d'Arnay, 2009.
- Le Cimetière d'Arnay, éditions d'Arnay, 2009.
- Le Sabotier d'Arnay, éditions d'Arnay, 2010.
- Le Vigneron de Givry. Une famille en Bourgogne sous la IIIe République, éditions d'Arnay, 2010.
- Le Chemin des Dames. Adélaïde et Victoire de Versailles à Trieste par Arnay-le-Duc, éditions d'Arnay, 2012.
- J. Prudhon, Les protestants d'Arnay-le-Duc des origines à la révocation de l'Édit de Nantes, présenté et annoté par Didier Godard, éditions d'Arnay, 2011.
- César Lavirotte, Les Annales de la ville d'Arnay-le-Duc en Bourgogne, présenté et annoté par Didier Godard, éditions d'Arnay, 2012.
- Jean Godard, Jeunesse, présenté et annoté par Didier Godard, éditions d'Arnay, 2013.
- Edmond Rimet et les photographes d'Arnay-le-Duc, éditions d'Arnay, mars 2014.
- Dictionnaire historique d'Arnay-le-Duc, Editions d'Arnay, 2019
- Regards sur la seconde guerre mondiale dans la région d'Arnay-le-Duc, Éditions d'Arnay, 2024